# Calathea exserta
Calathea exserta là một loài thực vật có hoa trong họ Marantaceae. Loài này được Rusby mô tả khoa học đầu tiên năm 1910.